# Paul Anderson (fumettista)
Paul Anderson (San Fernando, ...) è un fumettista statunitense, noto per la striscia a fumetti Sansone, ideata dal padre Brad.

## Biografia
Fin da bambino collaborò con suo padre alla realizzazione della serie a fumetti di Sansone, contribuendo all'ideazione delle gag e come assistente del padre.
Dopo aver conseguito il diploma presso la Brigham Young University e la laurea in gestione presso la Troy State University, si arruolò nell'aeronautica militare degli Stati Uniti che lasciò nel 2003, dopo una carriera di 20 anni come pilota di elicotteri e supervisore delle operazioni finanziarie, con il grado tenente colonnello.
Inizió quindi a lavorare stabilmente con suo padre affiancandolo nella realizzazione delle vignette fino alla morte nel 2015 e continuandone dopo di lui la realizzazione.